# 대한민국 형법 제253조
대한민국 형법 제253조는 위계 등에 의한 촉탁살인 등에 대한 형법각칙의 조문이다.

## 조문
제253조(위계 등에 의한 촉탁살인 등) 전조의 경우에 위계 또는 위력으로써 촉탁 또는 승낙하게 하거나 자살을 결의하게 한 때에는 제250조의 예에 의한다.

第253條(僞計 等에 依한 囑託殺人 等) 前條의 境遇에 僞計 또는 威力으로써 囑託 또는 承諾하게 하거나 自殺을 決意하게 한 때에는 第250條의 例에 依한다.

## 특별형법
특정강력범죄의 처벌에 관한 특례법은 본 죄와 본 죄의 미수범을 특정강력범죄(제2조 제1항 제1호)로 분류하여 누범에 대한 장기 및 단기의 가중(제3조), 집행유예의 제한(제5조), 집중심리(제10조), 신속한 판결선고(제13조)등을 규정하고 있다.

## 판례
- 강제추행범의 혀를 깨문 행위는 위법성이 결여된 행위이다[1]

## 참고 문헌
- 김재윤, 손동권, 『새로운 형법각론』, 율곡출판사, 2013. ISBN 9788997428342

## 같이 보기
- 살인죄